# Krün

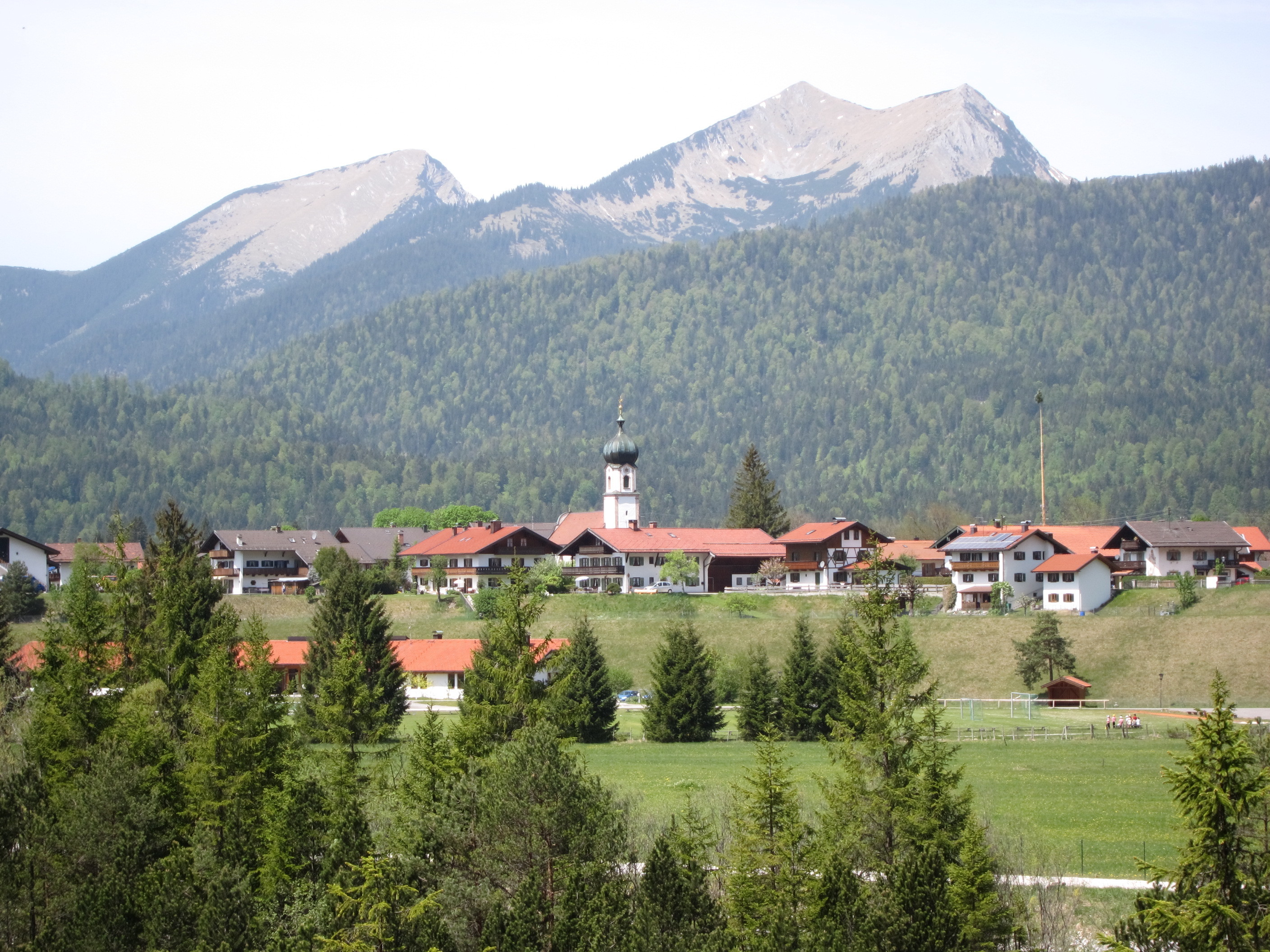
Krün

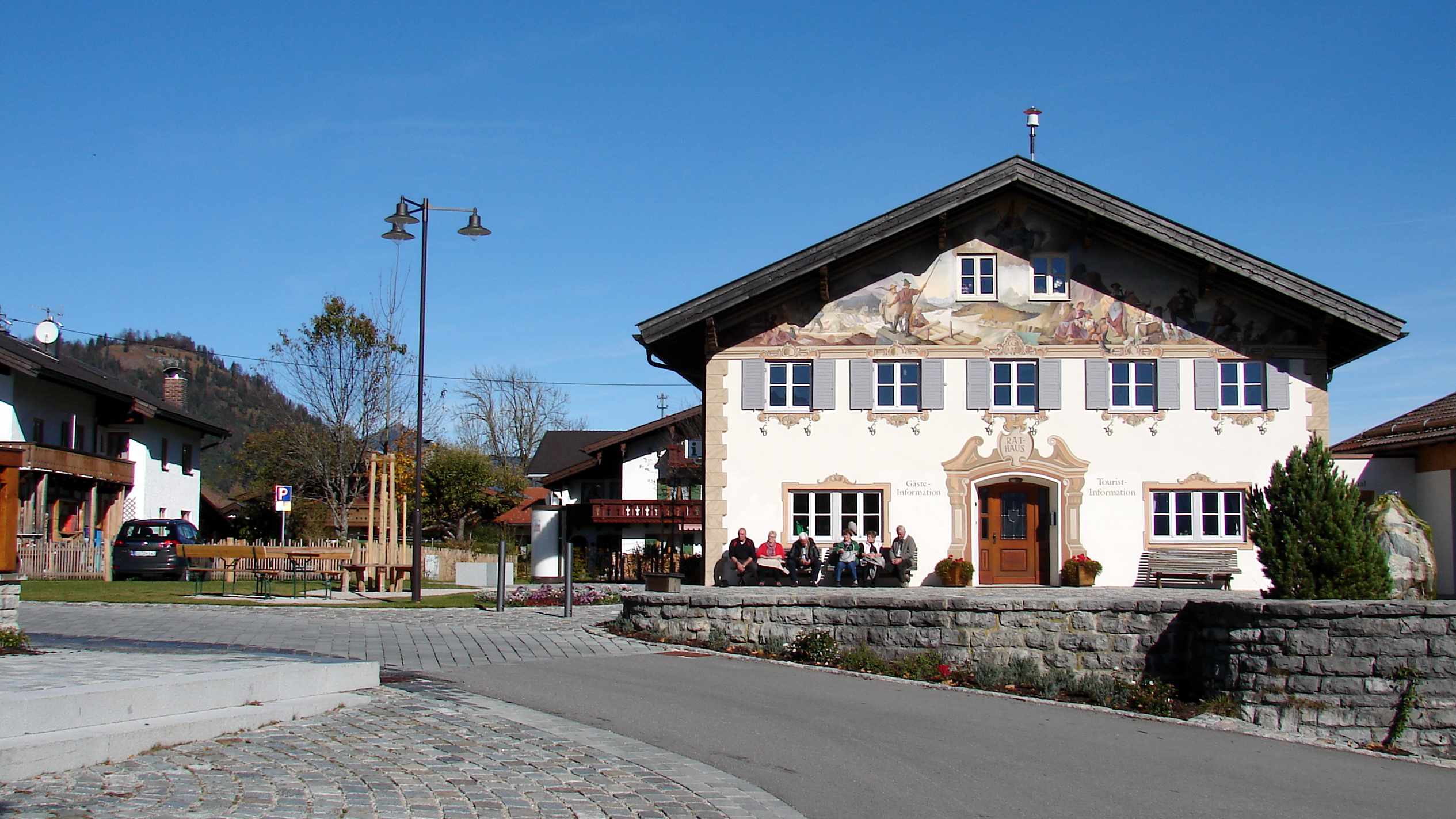
Rathausplatz von Krün

Krün ist eine Gemeinde im oberbayerischen Landkreis Garmisch-Partenkirchen. Sie gehört zum Werdenfelser Land und zur Region Bayerisches Oberland. Etwa acht Kilometer südlich verläuft die deutsch-österreichische Grenze.
Zusammen mit Mittenwald und Wallgau bildet Krün den Tourismusverbund Alpenwelt Karwendel, der die Region ganzjährig als Ausgangspunkt für Sport- und Freizeitaktivitäten wie Wandern und Skilanglauf vermarktet.

## Geografie

### Lage
Der Ort Krün liegt im Oberen Isartal, knapp 100 km südlich von München und 15 km östlich von Garmisch-Partenkirchen sowie 6 km nördlich von Mittenwald und 2 km südlich von Wallgau. Er liegt auf einer Höhe von 875 m ü. NHN.
Im Osten erhebt sich die Soierngruppe mit der von Krün aus nicht sichtbaren Soiernspitze (2257 m ü. NHN) sowie den Hausbergen Schöttlkarspitze (2050 m ü. NHN), Seinskopf (1961 m ü. NHN) und Signalkopf (1895 m ü. NHN). Weiter südöstlich erstreckt sich oberhalb Mittenwalds das Karwendelgebirge, das gleichzeitig Namensgeber der Tourismusregion ist, mit durchschnittlichen Höhen von ca. 2300 m ü. NHN. In südwestlicher Richtung dominiert das Wettersteingebirge mit der vom Ort aus sichtbaren Zugspitze (2964 m ü. NHN) und der markanten Alpspitze (2628 m ü. NHN). Im Nordwesten befindet sich das Estergebirge mit der höchsten Erhebung des Ortes, dem Klaffen (1829 m ü. NHN).
Im Osten fließt die Isar in zunächst nördlicher Richtung. Der Überleitungskanal zum Walchensee und dem dazugehörigen Wasserkraftwerk verläuft durch die Gemeinde in Richtung Wallgau.
Im Gemeindegebiet gibt es mehrere kleine Seen: Barmsee, Geroldsee (Wagenbrüchsee), Grubsee und Tennsee. Am südlichen Ortsende befindet sich der künstlich aufgestaute Isarstausee am Stauwehr Krün, bei dem der Obernachkanal zum Walchensee abzweigt.

### Gemeindegliederung
Es gibt sieben Gemeindeteile (in Klammern ist der Siedlungstyp angegeben):

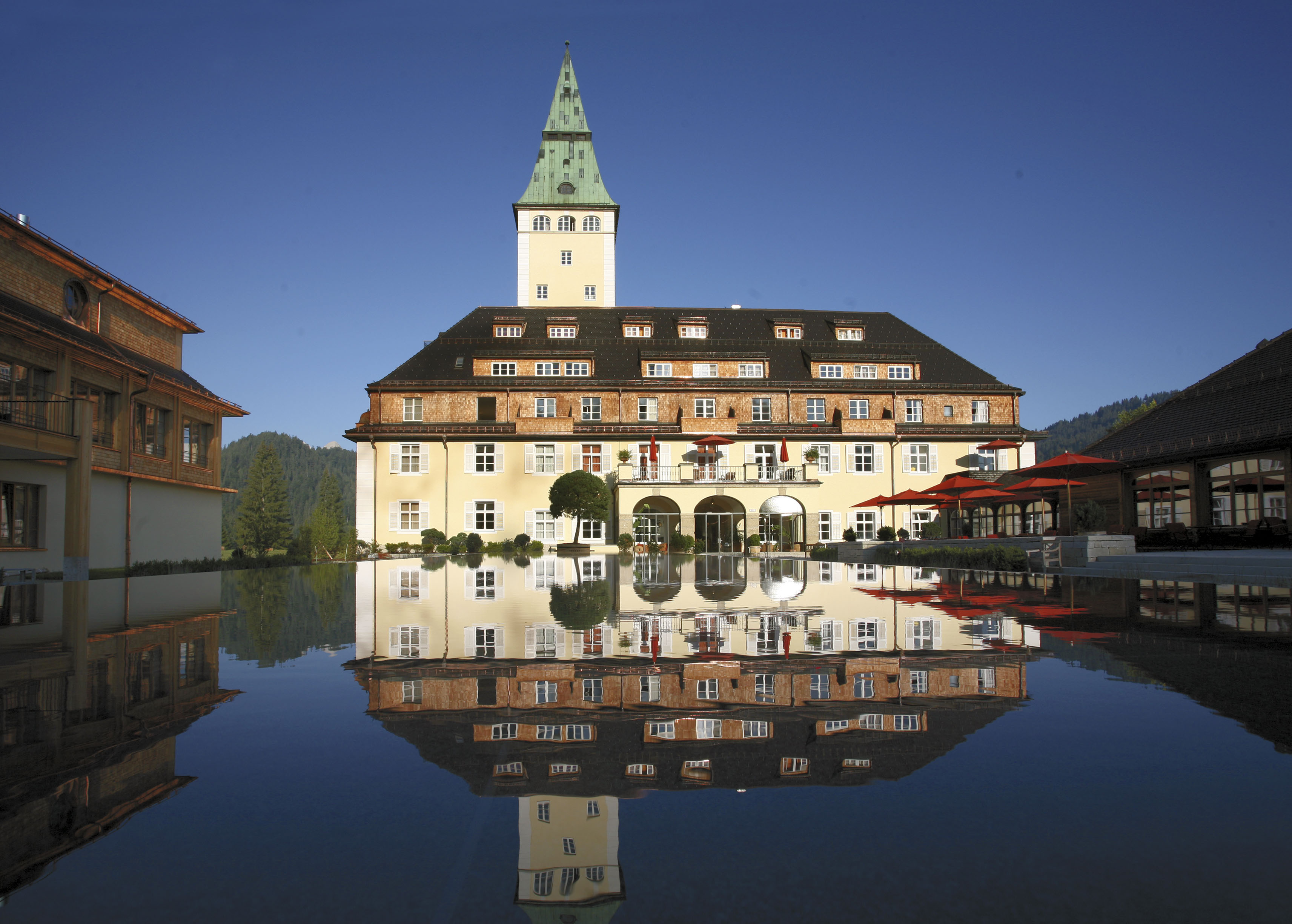
Tagungsort des G7-Gipfels 2015 und des G7-Gipfels 2022: Schloss Elmau in der Gemeinde Krün

- Barmsee (Dorf)
- Elmau (Dorf)
- Gerold (Dorf)
- Klais (Dorf)
- Kranzbach (Schloss)
- Krün (Pfarrdorf)
- Plattele (Einöde)

## Geschichte

### Bis zur Gemeindegründung
Krün wurde als geruen im Jahre 1294 mit zwei zum Kloster Benediktbeuern gehörenden vaccariae (Schwaigen) erstmals urkundlich erwähnt. Dem ursprünglichen Flurnamen liegt das mittelhochdeutsche Wort gerüne (eine Haufe, eine Anzahl umgehauener Baumstämme) zugrunde. 1491 benötigte das Kloster wegen des Klosterbrandes im Vorjahr erhebliche Mittel für den Wiederaufbau und veräußerte Krün mit inzwischen vier Höfen an das Hochstift Freising, dem der Ort bis 1803 unterstand. Seit dem Reichsdeputationshauptschluss von 1803 gehörte er zum Kurfürstentum Bayern. Krün war Bestandteil der zum Hochstift Freising zählenden ehemaligen Grafschaft Werdenfels. Im Zuge der Verwaltungsreformen im Königreich Bayern entstand mit dem Gemeindeedikt von 1818 die heutige Gemeinde.

### Die „Kreuzreliquie“ von Krün
Otto Freiherr von Ritter zu Groenesteyn war von 1909 bis 1934 Bayerischer Gesandter beim „Heiligen Stuhl“. Für seine Verdienste im Verlauf seiner 25-jährigen Tätigkeit erhielt er als Abschiedsgeschenk aus den Händen von Papst Pius XI. eine Kreuzreliquie mit einem angeblich echten Splitter (Partikel) des „heiligen Kreuzes des Herrn Jesus Christus“.
Von Ritter ließ zur Aufbewahrung „dieser unschätzbar wertvollen Reliquie“ ein silbernes Reliquiar in barocker Art anfertigen, das er 1934 der Kirche St. Sebastian in Krün stiftete.
Seit 1912 war die Familie von Ritter durch jährliche Ferienaufenthalte mit der Gemeinde Krün so eng verbunden, dass Otto Freiherr von Ritter zu Groenesteyn 1934 zu seinem 70. Geburtstag für seine Verbundenheit und Verdienste um die Gemeinde die Ehrenbürgerschaft verliehen wurde.

### G7-Gipfel
Krün war in den Jahren 2015 und 2022 Ausrichtergemeinde des G7-Gipfels im zur Gemeinde gehörenden Schloss Elmau. Anlässlich des G7-Gipfels 2015 statteten Bundeskanzlerin Angela Merkel und US-Präsident Barack Obama der Dorfbevölkerung von Krün vor dem Rathaus einen Besuch ab.

### Einwohnerentwicklung
Zwischen 1988 und 2018 wuchs die Gemeinde von 1723 auf 1962 um 239 Einwohner bzw. um 13,9 %.
- 1840: 0237 Einwohner
- 1900: 0361 Einwohner
- 1950: 1785 Einwohner
- 1970: 1551 Einwohner
- 1991: 1916 Einwohner
- 1995: 1872 Einwohner
- 2000: 1961 Einwohner
- 2005: 1986 Einwohner
- 2010: 1922 Einwohner
- 2015: 1910 Einwohner

## Politik

### Gemeinderat
Der Gemeinderat setzt sich aus 13 Mitgliedern einschließlich des Ersten Bürgermeisters zusammen. Die Gemeinderatswahlen seit 2002 ergaben folgende Sitzverteilungen:
|      | CSU | Bürgerliche Wählergemeinschaft | Freie Wähler- gemeinschaft Klais | Aktiv für Krün | Gesamt   |
| ---- | --- | ------------------------------ | -------------------------------- | -------------- | -------- |
| 2002 | 4   | 3                              | 2                                | 3              | 12 Sitze |
| 2008 | 6   | 2                              | 1                                | 3              | 12 Sitze |
| 2014 | 6   | 2                              | 2                                | 2              | 12 Sitze |
| 2020 | 6   | 3                              | 1                                | 2              | 12 Sitze |

### Bürgermeister
Erster Bürgermeister ist Thomas Schwarzenberger (CSU). Er wurde im Jahr 2002 Nachfolger von Josef Zahler (CSU).

### Wappen
| Wappen Gde. Krün | Blasonierung: „In Rot eine goldene Mitra mit abhängenden Bändern, der schräg gekreuzt ein silberner Flößerhaken und ein silberner Abtsstab unterlegt sind.“ |
| Wappen Gde. Krün | Wappenbegründung: Die Farben Rot, Gold und Silber repräsentieren sowohl die beiden geistlichen Grundherrschaften des Klosters Benediktbeuern (rot/silber) und des Hochstifts Freising (rot/gold) als auch die politische Zugehörigkeit zur ehemaligen Grafschaft Werdenfels. Die Mitra erinnert ebenfalls an den Freisinger, der Abtsstab an den Benediktbeurer Herrschaftsbereich. Der Flößerhaken dokumentiert die große Bedeutung dieses Handwerks für Krün und seine wirtschaftliche Entwicklung in den vergangenen Jahrhunderten. Dieses Wappen wird seit 1964 geführt. |

## Baudenkmäler
- Historischer Gemeindeteil Klais

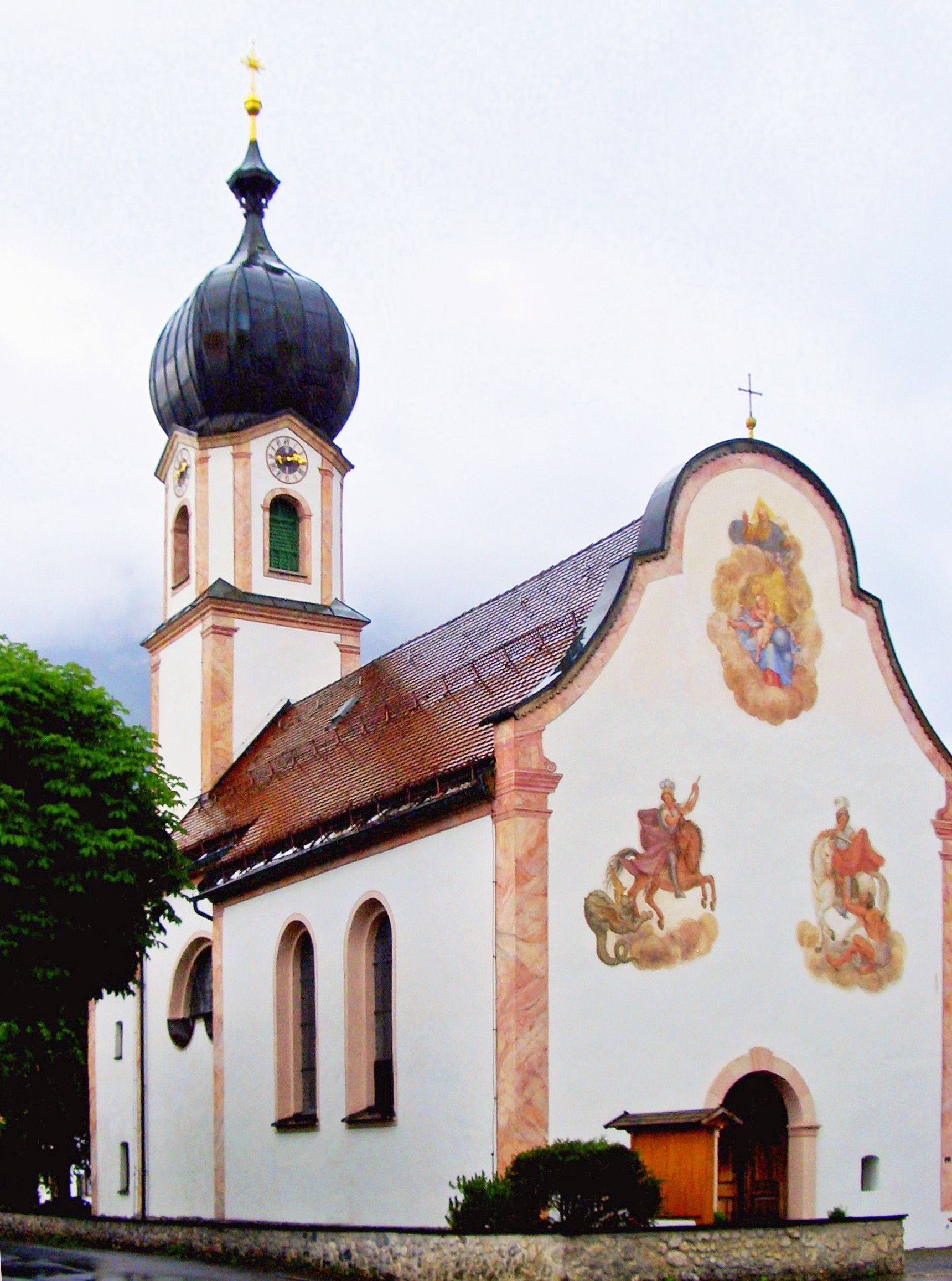
St. Sebastian

- Rokoko-Kirche St. Sebastian in Krün (erbaut 1760)
- Kapelle Maria Rast auf den Buckelwiesen
- Schloss Elmau
- Schloss Kranzbach

## Wirtschaft und Infrastruktur

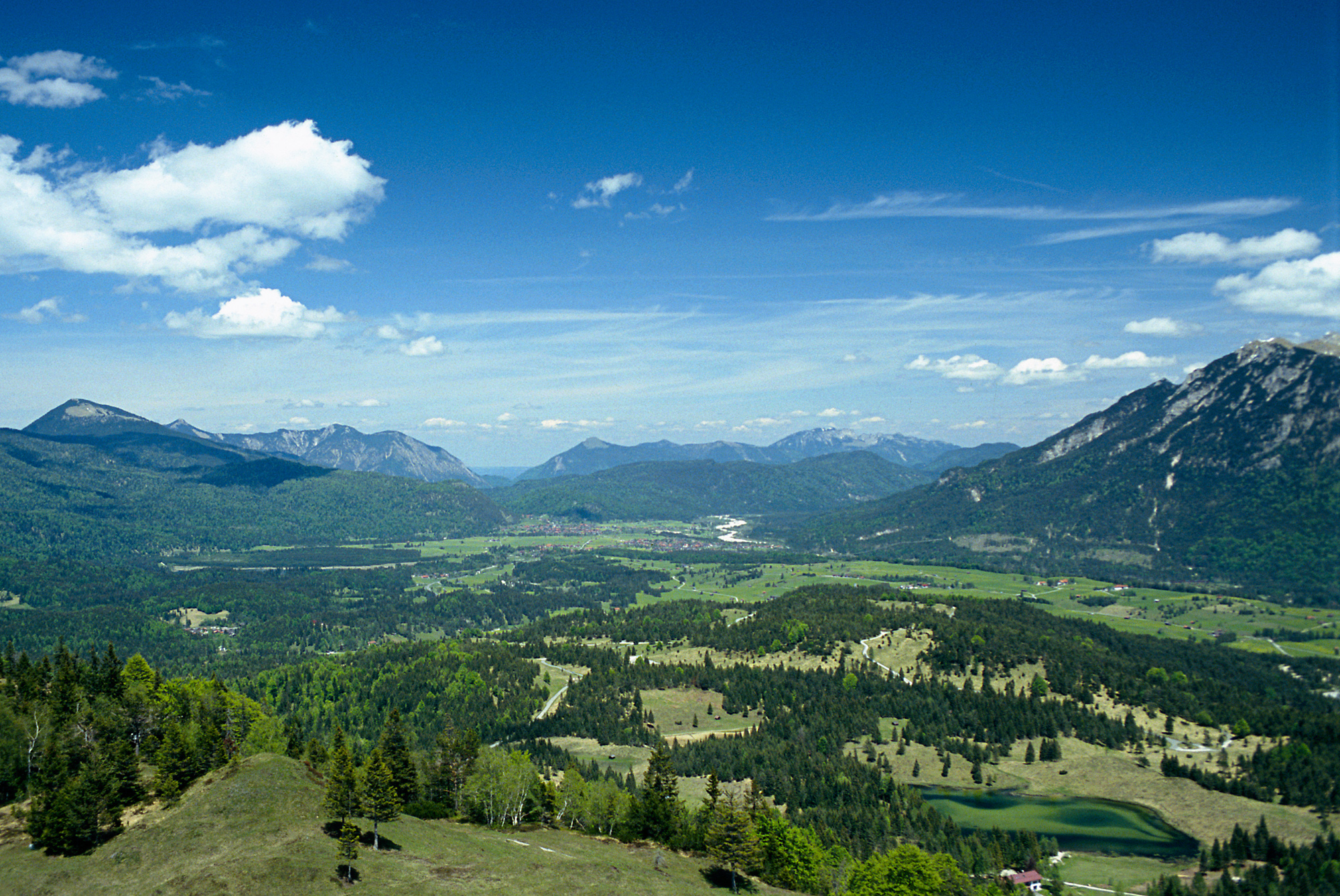
Blick vom Hohen Kranzberg bei Mittenwald in Richtung Krün, Wallgau und Isar

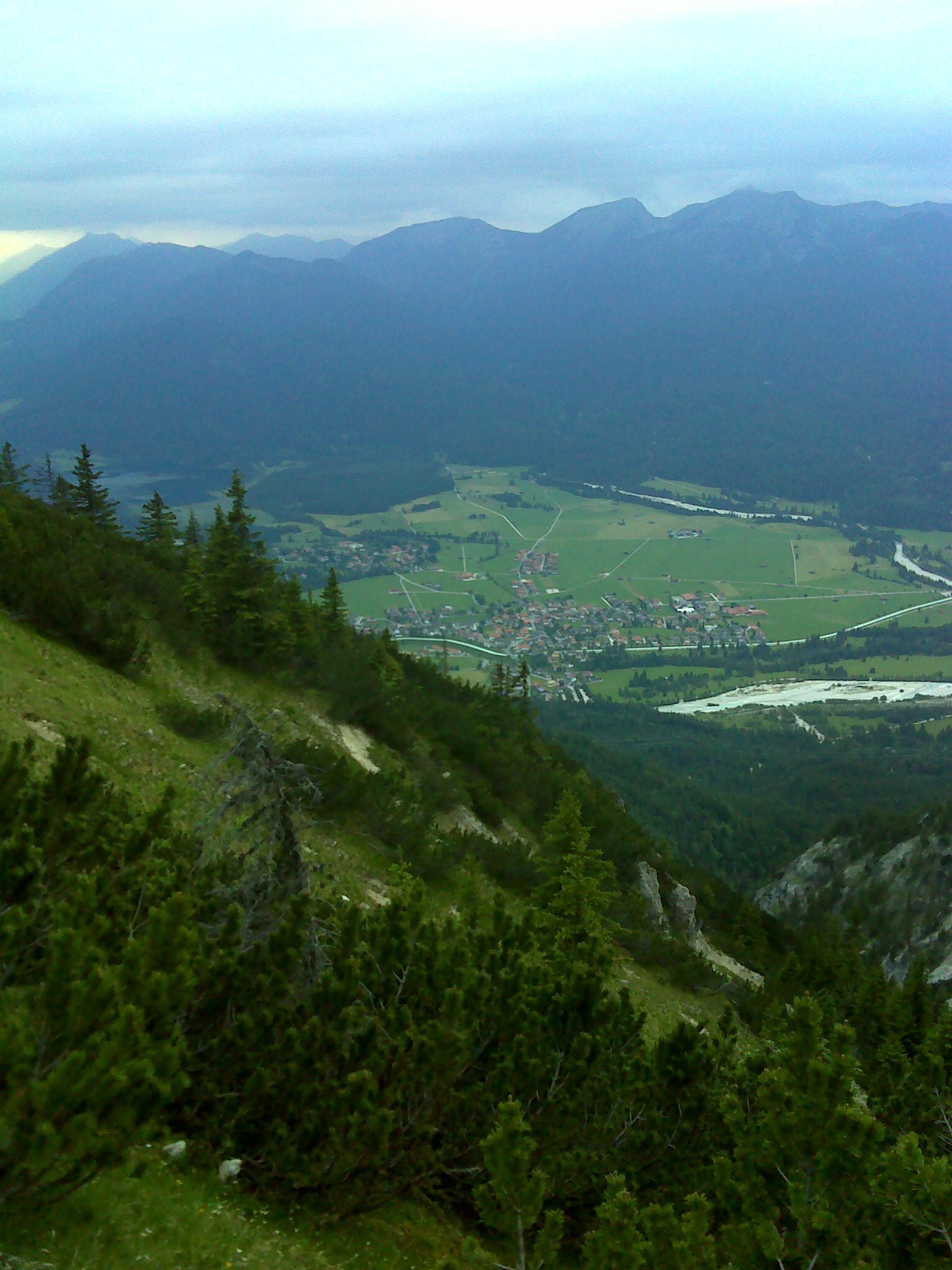
Blick auf Krün von unterhalb des Seinskopfes aus

### Wirtschaft einschließlich Land- und Forstwirtschaft
Die Gemeindesteuereinnahmen betrugen im Jahr 2011 1.749.000 €, davon waren 509.000 € (netto) Gewerbesteuereinnahmen.
Im Jahr 2012 gab es 641 sozialversicherungspflichtig Beschäftigte am Arbeitsort. Davon waren vier im Bereich der Land- und Forstwirtschaft, 23 im Bereich des produzierenden Gewerbes, 536 im Bereich Handel, Verkehr und Gastgewerbe, 30 im Bereich der Unternehmensdienstleister und 48 im Bereich der öffentlichen und privaten Dienstleister. Sozialversicherungspflichtig Beschäftigte am Wohnort gab es 642. Im verarbeitenden Gewerbe (einschließlich Bergbau und Gewinnung von Steinen und Erden) gab es keine Betriebe mit 20 oder mehr Mitarbeitern, im Bauhauptgewerbe zwei Betriebe. 2010 bestanden zudem 21 landwirtschaftliche Betriebe mit einer landwirtschaftlich genutzten Fläche von 411 ha. In Sachen Tierhaltung überwog der Bestand an Rindern deutlich.
51 größere Beherbergungsbetriebe (einschließlich Campingplätze) mit 1379 angebotenen Gästebetten und 365.983 Gästeübernachtungen im Jahr 2013 belegen die Bedeutung des Fremdenverkehrs für die Gemeinde. Hinzu kamen weitere 120.326 Übernachtungen in Privatquartieren.

### Verkehr
Krün liegt an der Deutschen Alpenstraße. Die Bundesstraße 11 verläuft in nördlicher Richtung über Wallgau und Walchensee nach Kochel am See. Am südlichen Ortsende mündet die von München kommende Bundesstraße 11 in die Bundesstraße 2.
Über die Regionalverkehr Oberbayern GmbH (DB Oberbayernbus) und das Schienennetz der Deutschen Bahn ist der Ort gut mit öffentlichen Verkehrsmitteln versorgt.
Am gemeindlichen Bahnhof im Ortsteil Klais halten stündlich die Regionalbahnen von München nach Mittenwald und von Reutte nach Innsbruck. Bis 2007 war der Bahnhof an die InterCity-Strecke zwischen München und Innsbruck angebunden.
Für die Urlauber existiert zudem ein Busliniennetz, das mit der Gästekarte der Alpenwelt Karwendel kostenlos genutzt werden kann. Die Ski-, Wander- und Almbusse der Tourismusregion fahren im Sommer die Wanderwege und Almen und im Winter die Skigebiete sowie Langlaufloipen an.

### Bildung
Im Jahr 2013 gab es einen Kindergarten mit 55 Plätzen. Sechs Angestellte waren für die Betreuung von 33 Kindern unter zwölf Jahren zuständig. Für Kinder im schulpflichtigen Alter wird eine Nachmittagsbetreuung angeboten.
Die Grundschule wird als Nebenstelle der Volksschule Wallgau-Krün vom Hauptsitz in der Nachbargemeinde Wallgau aus verwaltet.

## Persönlichkeiten

### Ehrenbürger
- Otto Freiherr von Ritter zu Groenesteyn[7][21] (1864–1940), Diplomat
- Josef Wüst[22]
- Josef Zahler, Altbürgermeister[23]

### Söhne und Töchter der Gemeinde
- Max Klotz (1918–2003), Pilot, Politiker der Bayernpartei, geboren in Krün.
- Uwe Richardsen (1936–2023), Brigadegeneral der Bundeswehr, geboren im Ortsteil Elmau.
- Wolfgang Wüst (* 1953), Historiker und Professor, ist im Ort geboren.
- Armin Bittner (* 1964), ehemaliger Skirennläufer und mehrfacher Slalomweltcupsieger, stammt aus Krün.

### Mit der Gemeinde verbundene Persönlichkeiten
- Klaus Guth (* 1940), ehemaliger Schauspieler, lebt mit seiner Frau in Krün.
- Johannes Müller (1864–1949), evangelischer Theologe